# Chelsea Handler
Chelsea Joy Handler, född 25 februari 1975 i Livingston i New Jersey, är en amerikansk komiker, skådespelerska, författare och programledare. Hon ledde talkshowen Chelsea Lately i amerikansk TV mellan 2007 och 2014. År 2012 placerade tidningen Time henne på sin lista över de 100 mest inflytelserika personerna för det året.